# 히노 인판티노
히노 인판티노(스페인어: Gino Infantino, 2003년 5월 19일~)는 아르헨티나의 축구 선수이다. 포지션은 오른쪽 미드필더 또는 공격형 미드필더로, 현재 이탈리아 세리에 A의 피오렌티나에서 활동하고 있다.

## 구단 경력
인판티노는 비야 델 파르케에서 경력을 시작했다. 그는 곧 레나토 체사리니에 입단해 6년 동안 머물렀고, 이 기간 동안 레알 마드리드 입단 테스트를 받았다. 인판티노는 11살 때 ADIUR에 입단해 4년 동안 머물렀고, 이 기간 동안 비야레알 입단 테스트를 받았으며 2018년 로사리오 센트랄로 이적했다. 2020년 중반, 그는 킬리 곤살레스 감독 지휘 아래 프리시즌 훈련에 소집되며 1군 선수단에 합류했다. 인판티노는 2020 코파 데 라 리가 프로페시오날 대회에서 1차전 고도이크루스와 2차전 리버 플레이트와의 경기에서 모두 벤치에 앉았지만 출전하지 못하였고, 11월 13일 반피엘드와의 3차전 경기에서 로사리오 센트랄 소속으로 데뷔전을 치렀다.
2023년 8월 3일, 인판티노는 세리에 A의 피오렌티나와 5년 계약을 맺고 이적했다.

## 국가대표팀 경력
인판티노는 다양한 연령별 청소년 대표팀에서 아르헨티나를 대표했다. 2017년 8월, 그는 U-15 대표팀 훈련에 소집되었다. 2019년 1월에는 U-16 대표팀에 소집되었다.

## 사생활
아르헨티나에서 태어난 인판티노는 이탈리아 혈통이다.